# 단계동
단계동(丹溪洞)은 대한민국의 강원특별자치도 원주시에 설치된 동이다.

## 개요
단계동은 원주시청에서 북동쪽 1.2km 거리에 있다. 동쪽으로 학성동, 남쪽으로 무실동, 서쪽으로 호저면 만종리와 인접하고, 북쪽으로는 우산동과 인접해 있으며, 서울 및 여주시와 이천시에서 국도 제42호선으로 원주시에 진입하는 첫 관문이다.
원주군 호저면에 속하던 지역으로 1938년 본부면의 원주읍으로 승격되면서 편입되었다. 당시 이곳은 사천리(沙川里)라는 지명으로 불렸는데, 단사(丹砂)가 섞인 봉우리에서 모래와 물이 계곡을 형성하며 하천으로 흘러내려 하천바닥이 맑은 모래로만 되어 있어 붉게 보인다 해서 붙여진 이름이다. 1938년 원주읍 구역 확장에 의하여 원주읍에 편입되면서 원주읍 사천정(沙川町)이 되었고, 1945년 정(町)을 동(洞)으로 변경, 1955년 9월 1일 시승격과 동시에 법정동인 단계동이 설치되면서 현재에 이르었다.
현재는 신 거주 지역으로 활발히 개발되는 지역이며, 중앙고속도로 남원주IC와 가까운 동네라 우산동에서 이전해 온 원주시외버스터미널이 단계동에 있다.

## 법정동
- 단계동

## 아파트
| 단지명           | 건설사   | 시행사       | 주소      | 입주        | 비고     |
| ---------------- | -------- | ------------ | --------- | ----------- | -------- |
| 봉화산주공       | 양우건설 | 대한주택공사 | 백간길 16 | 2008년 5월  | 국민임대 |
| 봉화산 e편한세상 | ㈜삼호   | ㈜에스티     | 봉화로 67 | 2006년 10월 |          |

## 교육
- 단계초등학교
- 평원초등학교
- 북원초등학교
- 치악중학교
- 평원중학교
- 북원여자고등학교
- 원주청원학교

## 교통
- 원주시외버스터미널 (고속버스 포함)
- 도로 : 봉화로

## 쇼핑몰
- AK플라자 원주점
- 롯데마트 원주점